# Tracy Lin
Tracy Lin (Anaheim, 26 september 1986) is een tennisspeelster uit de Verenigde Staten van Amerika. Haar volledige naam is Tracy Yen Lin. Zij speelt rechtshandig.
Van 2004 tot en met 2007 studeerde zij aan de Universiteit van Californië - Los Angeles.
In 2008 debuteerde zij op de WTA-tour tijdens het WTA-toernooi van Los Angeles, waarvoor zij samen met landgenote Riza Zalameda een wildcard had gekregen. Later dat jaar speelde zij op het vrouwendubbelspeltoernooi van de US Open, waarin zij – weer samen met Riza Zalameda – de tweede ronde haalde.

## Resultaten grandslamtoernooien
| Legenda | Legenda                          |
| ------- | -------------------------------- |
| g.t.    | geen toernooi gehouden           |
| l.c.    | lagere categorie                 |
| –       | niet deelgenomen                 |
| G       | uitgeschakeld in de groepsfase   |
| 1R      | uitgeschakeld in de eerste ronde |
| 2R      | uitgeschakeld in de tweede ronde |
| 3R      | uitgeschakeld in de derde ronde  |
| 4R      | uitgeschakeld in de vierde ronde |
| KF      | uitgeschakeld in de kwartfinale  |
| HF      | uitgeschakeld in de halve finale |
| F       | de finale verloren               |
| W       | het toernooi gewonnen            |
| w-v     | winst/verlies-balans             |

### Vrouwendubbelspel
| Toernooi        | 2008 |
| --------------- | ---- |
| Australian Open | –    |
| Roland Garros   | –    |
| Wimbledon       | –    |
| US Open         | 2R   |